# يوهانس لوتز (عالم عقيدة)
يوهانس لوتز (و. 1772 – 1835 م) هو عالم عقيدة، ومؤرخ منطقة، ومؤرخ سويسري، ولد في بازل، توفي عن عمر يناهز 63 عاماً.

## التعليم
تعلم في جامعة بازل
.